# Camille Putois
Pour les articles homonymes, voir Putois (homonymie).
Camille Putois, née le 14 mai 1969 à Boulogne-Billancourt, est une haute fonctionnaire et entrepreneure française..
Après avoir été chef de cabinet de Ségolène Royal pendant la campagne de 2007, elle est directrice de cabinet adjointe du Premier ministre Jean-Marc Ayrault de 2012 à 2014, et fonde en 2016 une start-up spécialisée dans l'accompagnement et la simplification des démarches administratives. Depuis 2020, elle est directrice générale de la coalition d'entreprises Business for Inclusive Growth (B4IG), qui rassemble l'Organisation de coopération et de développement économiques (OCDE) et 40 multinationales engagées en faveur d'une croissance plus inclusive.

## Biographie

### Famille et formation
Camille Putois naît le 14 mai 1969 à Boulogne-Billancourt dans le département des Hauts-de-Seine. Sa mère est correctrice dans l'édition et son père, cadre dirigeant dans l'industrie, Camille Putois étudie en khâgne au lycée Henri-IV, avant d'entrer à l’École normale supérieure où elle étudie l'histoire contemporaine. 
Normalienne (ENS de la rue d'Ulm 1990), elle est de plus titulaire d'une licence de droit et d'une maîtrise d'histoire, et enfin diplômée de l'Institut d'études politiques de Paris.
Elle intègre l'École nationale d'administration en 1995 au sein de la promotion Marc-Bloch, dont elle sort au sein du corps des administrateurs civils, corps qu'elle quittera le 26 août 2021.

## Carrière
Camille Putois commence sa carrière en 1997 comme administratrice civile au ministère de l'Intérieur. Elle est ensuite nommée sous-préfète, directrice du cabinet du préfet du Vaucluse (1997-1998), puis secrétaire générale de la préfecture des Hautes-Alpes jusqu'en 2000,.
En 2001, elle est nommée secrétaire générale adjointe auprès du haut-commissaire de la République en Nouvelle-Calédonie puis en 2003, chef du service interdépartemental de la protection civile à la préfecture de Paris. En >>2004, elle est chef du bureau des élections et des études politiques à la direction de la modernisation et de l'action territoriale du ministère de l'Intérieur et de l'Aménagement du territoire. En 2005, elle est nommée secrétaire générale adjointe de l'Association du corps préfectoral et des hauts fonctionnaires du ministère de l'Intérieur.
Fin 2006, elle quitte son poste au ministère de l'Intérieur pour devenir chef de cabinet de Ségolène Royal au cours de la campagne présidentielle de 2007. Elle est ensuite directrice de la communication corporate de l'agence de communication Havas avant de rejoindre Publicis en tant que secrétaire générale du pôle Mediatransports (Métrobus, MédiaGare, MédiaRail),.
En 2012, elle est nommée directrice de cabinet adjointe du Premier ministre, et occupe ce poste jusqu'à la démission de Jean-Marc Ayrault en mars 2014. Elle rejoint alors le cabinet de conseil Brunswick.
Camille Putois fonde en 2016 la start-up K.solutions, en partenariat avec un ancien directeur des produits de Google. La start-up propose d'accompagner les utilisateurs dans leurs démarches administratives, par le biais d'un tableau de bord agrégeant leurs comptes administratifs ainsi que d'une place de marché mettant en relation des particuliers avec des connaisseurs de l'administration,. Faute de fonds suffisants, le projet est abandonné fin 2019.

### Business for Inclusive Growth
Camille Putois est nommée directrice générale de la coalition Business for Inclusive Growth (B4IG) le 30 juin 2020,
Lancée par la Présidence française du G7 en août 2019, Business for Inclusive Growth (B4IG) est une coalition internationale menée par les présidents ou directeurs généraux de 40 entreprises multinationales engagées dans la lutte contre les inégalités. En partenariat avec l’Organisation de coopération et de développement économiques (OCDE), la coalition B4IG travaille avec les gouvernements pour promouvoir une croissance inclusive.